# Lono
Prema havajskoj mitologiji, bog Lono je bog plodnosti, seksa, kiše, glazbe i hrane.
Stari Havajci su ga smatrali izuzetno dobrim bogom te je bio omiljeno božanstvo od davnina.
Njegova supruga u mitu je božica Laka, a njegovi simboli su duga i oblaci.
Lono je, prema mitu, postojao još prije nastanka svemira te je jedan od četvorice velikih havajskih bogova.

## Kult
Na drevnim Havajima kult Lona je uključivao veliki festival zvan Makahiki („godina“). Tijekom festivala bilo je zabranjeno ratovanje jer je Lono bog mira i dobrih stvari.

## Naslovi
- Lononuinohoikawai („veliki Lono koji prebiva među vodama“)[5]
- Lonomakua („otac Lono“)

## Značajne ličnosti nazvane po Lonu
Kralj Havaja Keawe I. je bio otac poglavice Lonoikamakahikija, koji je nazvan po Lonu jer je vrlo vjerojatno rođen tijekom perioda Makahikija.
Princeza havajskog otoka Mauija, poglavarka Piʻilaniwahine II., imala je kćer i sina koji su oboje bili nazvani po Lonu – bili su to kraljica Havaja Lonomaʻaikanaka i njen brat Lono.
Lonomaʻaikanaka je bila majka princa Kalaninuiamama, kojeg je sama zvala Lono.
Još su mnogi drugi plemići nosili Lonovo ime te se čini da je to bilo zabranjeno njihovim podanicima.